# Zhi Bingyi
Zhi Bingyi (chinês: 支秉彝; pinyin: Zhī Bǐngyí; 19 de setembro de 1911 – 24 de julho de 1993) foi um cientista chinês nas áreas de engenharia de telecomunicações, instrumentos de medição e codificação de caracteres chineses. Foi uma das primeiras pessoas da história chinesa a contribuir para a ciência do processamento de caracteres por computador, e aclamado por muitos como "pioneiro no processamento de informações de caracteres chineses". Também foi acadêmico da Academia Chinesa de Ciências.

## Biografia
Zhi nasceu em uma família altamente educada no Condado de Taizhou, Jiangsu, em 19 de setembro de 1911, enquanto sua família residia em Zhenjiang. Ele cursou o ensino médio na Escola Secundária de Taizhou. Em 1931, foi aceito na Universidade de Zhejiang, onde se formou no Departamento de Engenharia Elétrica. Em 1934, ele prosseguiu seus estudos avançados na Alemanha, obtendo um doutorado em ciências naturais pela Universidade de Leipzig em 1944. Zhi tornou-se fluente em alemão e se casou com uma cidadã alemã.(p139)
Retornou à China em 1946 e, no mesmo ano, foi recrutado pelo Laboratório Industrial Central (中央工业试验所) como engenheiro e diretor do laboratório eletrônico. De 1947 a 1951, foi professor na Universidade de Zhejiang, na Universidade Tongji e na Faculdade de Aviação de Xangai. Tornou-se também membro da Academia Chinesa de Ciências.(p139)
Em 1951, ele fundou a Fábrica de Instrumentos de Ciência e Tecnologia do Rio Amarelo (黄河理工仪器厂), que foi incorporada à Fábrica de Medidores Elétricos de Xangai (上海电表厂) em 1954. Após a reforma institucional, ele atuou como engenheiro-chefe adjunto e diretor do laboratório central. Em 1957, dedicou-se à pesquisa sobre o tratamento de envelhecimento de elementos resistentes à manganina e resolveu o problema de qualidade da manganina chinesa. Também participou do desenvolvimento do primeiro voltímetro digital CC de 5 bits na China, na década de 1960. Em 1964, foi transferido para o Instituto de Instrumentos Elétricos de Xangai (上海电工仪研究院; mais tarde reorganizado como Instituto de Pesquisa de Instrumentos de Xangai 上海仪仪研究院), onde atuou sucessivamente como engenheiro-chefe, vice-diretor, diretor e diretor honorário.
O tempo que Zhi passou no exterior, na Alemanha Nazista, o tornou politicamente suspeito aos olhos de alguns.(p139) Em 1966, a Revolução Cultural eclodiu e, dois anos depois, ele foi denunciado como uma "autoridade acadêmica reacionária" e sofreu perseguição política. Durante esse tempo, ele "trabalhou em suas ideias sobre uma linguagem de computador chinesa em uma cela de prisão miserável durante a Revolução Cultural, escrevendo seus cálculos em uma xícara de chá depois que seus guardas tiraram até mesmo seu papel higiênico". Em setembro de 1969, ele foi libertado da prisão para prisão domiciliar.(p126) Ele foi supervisionado para varrer o chão, limpar o torno e depois trabalhou como zelador de um depósito de lixo. Em seu tempo livre, ele usou seis anos para inventar o método de codificação Jian Zi Shi Ma (见字识码; 'Codificação à Vista'), que fez uma grande contribuição para a codificação de caracteres chineses e o processamento de informações de caracteres chineses.
Zhi desejava um código alfabético intuitivo, porém único, para os caracteres chineses. Seus predecessores, como Bismarck Doo, Wang Yunwu e Lin Yutang, preferiam uma abordagem de codificação baseada em formas, examinando os traços e componentes de um caractere e agrupando-os em categorias. No entanto, a adoção oficial do pinyin tornou a abordagem fonética uma política nacional. Zhi conseguiu combinar o pinyin com uma abordagem baseada em formas para indexar caracteres por seus componentes, usando a primeira letra da grafia pinyin de cada componente.
Ingressou no Partido Comunista em maio de 1991.
Em 24 de julho de 1993, faleceu em Xangai, aos 81 anos, vítima de doença.

## Honrarias e prêmios
- 1980 Academia Chinesa de Ciências (ACC)